# Chiesa di San Michele (Mazara del Vallo)
La chiesa di San Michele di Mazara del Vallo è una chiesa di stile barocco.
Annessa alla chiesa e al monastero si trova una foresteria, resa operativa in occasione del Giubileo del 2000.

## Storia
La chiesa venne fatta costruire da Giorgio d'Antiochia nel XII secolo. Agli inizi del XVII secolo, venne riedificata in stile barocco, dall'allora badessa Ausilia Lazzara. Il 23 gennaio 1678 venne consacrata dall'allora vescovo Giuseppe Cicala, evento testimoniato da una lapide posta subito all'interno della chiesa.
L'interno venne decorato con stucchi nel 1697, e arricchito d'oro nel 1764 sotto la direzione della badessa Maria Benedetta Gerbino.

## Architettura
La facciata è in stile neorinascimentale, realizzata nel 1702 da Alberto Orlando, ed è divisa in due ordini, con capitelli dorici nel primo e ionici nel secondo. Nel prospetto si trovano inoltre quattro nicchie contenenti le statue dei santi Bernardo, Benedetto, Scolastica e Gertrude. Al centro del frontone triangolare, in alto, è posta la statua di San Michele Arcangelo opera di Fazio Gagini.
All'interno, la chiesa ha una sola navata ricoperta da una volta a botte, con un breve transetto e un'abside profonda. All'incrocio della navata con il transetto si innalza una cupola semisferica, poggiante su un tamburo cilindrico. Attraverso il transetto, la chiesa comunica con l'adiacente monastero delle benedettine.
L'interno della chiesa è decorato da venti statue di stucco bianco di Bartolomeo Sanseverino, mentre gli affreschi e le tele sono di Tommaso Maria Sciacca (Strage degli Innocenti, Sacra Famiglia, Morte di San Benedetto, ai lati del presbiterio Abramo e Melchisedec e la Cena in Emmaus). Sulla volta della navata è dipinto un affresco, raffigurante il Trionfo di San Michele su Lucifero, con la particolarità che parte della figura del diavolo fuoriesce dalla superficie dell'affresco. Si trova anche un ciborio a forma di trittico del 1532 realizzato da Antonello Gagini, e la cantoria maggiore, realizzata tra il 1696 e il 1702 da Natale Pugliese.
Adiacente alla chiesa si trova il monastero delle benedettine: questo è caratterizzato da un loggiato con dodici finestre con grate a petto d'oca, dalle quali le monache potevano seguire gli avvenimenti religiosi nell'antistante piazza.
Affiancato al prospetto del monastero si trova il campanile, risalente al XVIII secolo, caratterizzato da un alto bassamento, sovrastato da un corpo quadrato dotato di orologio su tre fronti, un altro corpo ottagonale ed infine una torretta a pianta quadrata, su cui s'innalza una cupoletta.

## Opere
All'interno della chiesa è custodita la statua in argento di San Vito, che viene portata ogni anno in processione per le strade della città durante 'u fistinu di Santu Vitu.